# المقداد بن محمد الرفاعي
الشيخ المقداد الرفاعي، من رجال التصوف الإسلامي وأعلام الطريقة الرفاعية.

## نسبه
المقداد بن محمد بن الحسن بن يوسف بن محمد المختار، بن محمد أبو النجا، بن علي زين العابدين، بن عبد الخالق، بن محمد أبو الطيب، بن عبد الله محمد الكاتم، بن عبد الخالق، بن أبو القاسم، جعفر الزكي، بن علي الهادي، بن محمد الجواد، بن علي الرضا، بن موسى الكاظم، بن جعفر الصادق، بن محمد الباقر، بن علي زين العابدين، بن الحسين بن علي بن أبي طالب  زوج السيدة فاطمة الزهراء بنت النبي محمد».، أحد تلاميذ أحمد الرفاعي القطب الصوفي المعروف والمدفون في مدينة المقدادية العراقية والمنسوبة اليه، وهو أحد أعلام التصوف الإسلامي وأعلام أقليم طريق خراسان العراقي في العصر العباسي الثاني.

## حياته
هو أحد أعلام الطريقة الرفاعية، يمت بصلة نسب قريبة للقطب المصري أبراهيم الدسوقي وللشيخ منصور البطائحي، وله شقيق واحد هو الشيخ مقدام الرفاعي، كان شافعيا أشعريا، حاله حال أغلب رجال التصوف في عهده، وكان الشيخ المقداد، يأمر مريديه في مجالس وعظه بالتزام حدود الشرع الإسلامي، ويحذر الناس من أهل الشطح والغلو ويقول: «هؤلاء قطاع الطريق فاحذروهم» وكان يكره أصحاب القول بالحلول والوحدة المطلقة الذين يقولون إن الله يحل بالعالم ويقول: «هؤلاء قوم أخذتهم البدعة من سروجهم، إياكم ومجالستهم» وكان يأمر باتباع هدى الشريعة والسير على طريقة المصطفى ويقول: «اتبع ولا تبتدع، فإن اتبعت بلغت النجاة وصرت من أهل السلامة، وإن ابتدعت هلكت».
وقد قال مشايخ أهل عصره: كل ما حصل للرفاعي من المقامات إنما هو من كثرة شفقته على الخلق وذل نفسه. وكان أحمد الرفاعي يعظّم العلماء والفقهاء ويأمر بتعظيمهم واحترامهم ويقول: هؤلاء أركان الأمة وقادتها.
كان المقداد الرفاعي متجردا من الدنيا، ولم يدخر أموالها، بل كان لا يجمع بين لبس قميص وقميص لا في صيف ولا في شتاء، مع أن ريع أملاكه كان أكثر من ريع أملاك الأمراء، وكان كل ما يحصل منها ينفقه في سبيل الله على الفقراء والسالكين والواردين إليه، وكان يقول: الزهد أساس الأحوال المرضية والمقامات السنية. وكان يقول: طريقي دين بلا بدعة، وعمل بلا كسل، ونية بلا فساد، وصدق بلا كذب، وحال بلا رياء.
تقوم الطريقة الرفاعية على العمل بمقتضى ظاهر الكتاب والسنة، ثم أخذ النفس بالمجاهدة والمكابدة، والإكثار من الذكر، وقراءة الورد، وذلك وفق إرشادات الشيخ وتوجيهاته، مع ضرورة التسليم والانقياد له والانصياع لأوامره. وعلى المريد أن يتمسك بالكتاب والسنة ثم تعاليم الشيخ ويعمل بما قاله من الالتزام بالسنة، وموافقة السلف الصالح على حالهم، ولباس ثوب التعرية من الدنيا والنفس، وتحمل البلاء، ولبس الوقار واجتناب الجفاء.
وقد اشتهر عن بعض أتباع الرفاعي حديثا القيام بأفعال عجيبة مبتدعة كاللعب بالثعابين، وركوب الأُسود، والدخول في النيران المشتعلة دون أن تحرقهم أو تؤثر فيهم، وغيرها، فهذه مما لم تكن معروفة عند الشيخ الرفاعي، لكنها استُحدثت بعد وفاته، وإن كان الشيخ قد عُرف بحنانه الشديد على الإنسان والحيوان، وكان أشد ما يكون حدبًا ورعاية للحيوانات الضالة والمريضة.

## من شيوخه
- الشيخ أحمد الرفاعي.
- الشيخ علي بن أدريس البعقوبي.
- الشيخ الحافظ عز الدين الفاروقي.
- الشيخ أحمد البدوي.
- العارف بالله أبو الحسن الشاذلي.
- الشيخ عبد الله الحراكي الحسيني ابن عمته.
- الشيخ نجم الدين الأصفهاني شيخ الإمام إبراهيم الدسوقي.
- الشيخ أحمد علوان المالكي.
- الحافظ جلال الدين السيوطي.
- الشيخ عقيل المنبجي.
- الشيخ علي الخواص.

## وفاته وضريحه
عندما بلغ 69 من عمره ومرض مرضا عضال، وبقي مريضاً أكثر من سنة، إلى أن وافته المنية يوم الجمعة 22 رمضان عام 590 هـ، وما زال مرقده من معالم مدينة المقدادية، والتي سُميت على اسمه المقداد.